# Seregno Football Club 1933-1934
Questa voce raccoglie le informazioni riguardanti il Seregno Football Club nelle competizioni ufficiali della stagione 1933-1934.

## Rosa
| N. |                   | Ruolo | Calciatore         |
| -- | ----------------- | ----- | ------------------ |
|    | Italia (bandiera) |       | Ugo Bonacina       |
|    | Italia (bandiera) | D     | Virginio Bonati    |
|    | Italia (bandiera) |       | Vincenzo Bonora    |
|    | Italia (bandiera) | A     | Aldo Boffi         |
|    | Italia (bandiera) | C     | Cervilli           |
|    | Italia (bandiera) | A     | Ansperto Consonni  |
|    | Italia (bandiera) |       | Ecclesio Diotti    |
|    | Italia (bandiera) |       | Formenti I         |
|    | Italia (bandiera) |       | Formenti II        |
|    | Italia (bandiera) | A     | Franco Galli I     |
|    | Italia (bandiera) |       | Fortunato Galli II |

| N. |                   | Ruolo | Calciatore        |
| -- | ----------------- | ----- | ----------------- |
|    | Italia (bandiera) | C     | Luigi Giunta      |
|    | Italia (bandiera) | C     | Giussani          |
|    | Italia (bandiera) | D     | Mariani I         |
|    | Italia (bandiera) |       | Mariani II        |
|    | Italia (bandiera) |       | Luigi Parravicini |
|    | Italia (bandiera) | A     | Dino Poggi        |
|    | Italia (bandiera) | P     | Pietro Poietti    |
|    | Italia (bandiera) | D     | Oreste Ronchetti  |
|    | Italia (bandiera) | A     | Gino Uggè         |
|    | Italia (bandiera) | C     | Carlo Villa       |
|    | Italia (bandiera) |       | Vismara           |